# ...Ready for It?
"…Ready for It?" é uma canção da cantora norte-americana Taylor Swift, contida em seu sexto álbum de estúdio Reputation (2017). A faixa foi inicialmente lançada como single promocional do disco, em 3 de setembro de 2017, e posteriormente foi enviada às rádios rhythmic, em 24 de outubro seguinte, servindo como o segundo single oficial do álbum. A canção recebeu críticas positivas por parte dos críticos, que a citaram como uma melhoria em relação ao single anterior de Swift, "Look What You Made Me Do". Comercialmente, "…Ready for It?" chegou ao top 10 na Austrália, Hungria, Malásia, Nova Zelândia, Escócia, Reino Unido e Estados Unidos, bem como ao top 20 no Canadá, França e Irlanda.

## Promoção e lançamento
Swift já havia tocado uma amostra da canção no dia 2 de setembro de 2017, durante a transmissão do jogo Florida State vs. Alabama, no programa Saturday Night Football, da rede de TV americana ABC. No mesmo dia, ela anunciou que a canção seria a primeira faixa de seu próximo álbum Reputation, e confirmou seu lançamento como single promocional. A canção foi disponibilizada para download digital como parte da pré-venda do álbum em 3 de setembro de 2017. Posteriormente, foi enviada para as rádios rhythmic em 24 de outubro seguinte, servindo como o segundo single oficial do disco.

## Composição
"…Ready for It?" é uma canção de electropop e pop industrial, com inspiração eletrônica, orientação pop, e possui elementos de tropical house, dubstep, synthpop e trap. A canção possui sintetizadores fortes, uma batida de baixo, caixa de ritmos e rap. O clima da canção gerou comparações com Rihanna e com o álbum de 2013 de Kanye West, Yeezus. A canção foi composta no tom de Mi menor com um ritmo de 80 batimentos por minuto, com os vocais de Swift abrangendo de Sol3 a Mi5.
Sua letra gira em torno das fantasias de Swift sobre um indivíduo que ela descreve como um "assassino" que teve múltiplos relacionamentos e é "mais jovem do que seus exes", mas "age como um homem". Essas fantasias incluem "mantê-lo preso, por um resgate", cometerem um assalto à banco juntos, se mudarem para uma ilha secreta e ficarem presos na cadeia. Swift usa imagens de romances de Hollywood, ilhas e usar disfarces porquê assim "ninguém precisa saber". Swift também aborda a percepção de seu próprio passado romântico ao comparar-se a Elizabeth Taylor e seu namorado a Richard Burton. Há rumores de que o interesse romântico de Swift na canção seja Tom Hiddleston, Joe Alwyn, ou Harry Styles. Várias dicas deixadas pela própria Taylor Swift parecem identificar Joe Alwyn como o tema da canção, incluindo ela ter dado "like" na teoria de um fã, no site Tumblr, que afirmava que a canção é sobre o ator, a frase da canção "[ele é] mais jovem do que os meus exes", e a cena de abertura de seu videoclipe, onde a cantora é vista na frente de uma parede em que duas datas foram pintadas com spray: "89" e "91", os anos de nascimento de Swift e Alwyn, respectivamente.

## Recepção crítica
Em geral, "…Ready for It?" recebeu críticas positivas por parte dos críticos, muitos dos quais a citaram como uma melhoria em relação ao single anterior de Swift, "Look What You Made Me Do". Tom Breihan, do site Stereogum, disse que os compositores "fizeram algo desagradável e pateta, algo que provavelmente era uma ideia terrível, e ainda assim fizeram parecer uma grande e colossal canção pop". Patrick Ryan, do jornal USA Today, expressou algum ceticismo em relação ao rap de Swift, mas observou o contraste entre o "refrão estilo hino" e os versos "escuros" e intensos feitos para um "promissor segundo olhar à sua era Reputation". Richard S. He escreveu para a revista Billboard que "Swift nunca cantou de forma mais expressiva, nem soou mais em sintonia com a forma como a produção pop moderna usa a voz como instrumento", e que o refrão da canção tem "uma das mais lindas melodias de sua carreira".
Craig Jenkins, da revista Vulture, deu à canção uma crítica tépida, afirmando que ela "não reinventa o pop ou a Taylor, mas de fato coloca o nome dela em um produto construído para acompanhar as tendências atuais". Mike Wass, da página Idolator, repudiou a canção como sendo "não boa", e a chamou de "igualmente desapontante" à "Look What You Made Me Do". Ele concluiu dizendo: "Se você conseguir passar pela vergonhosa letra e a irritante produção, um refrão fofinho lhe aguarda. Mas isso é muito trabalho para uma recompensa tão pequena".

## Vídeo musical
Em 23 de outubro, Swift lançou um teaser do videoclipe oficial da canção, e o vídeo completo estreou em 26 de outubro de 2017. A produção foi dirigida por Joseph Kahn, e filmada no Hawthorne Plaza Shopping Center, um shopping center parcialmente desativado, localizado em Hawthorne, Califórnia, nos Estados Unidos. O vídeo faz referência a filmes de ficção científica e a animes, tais como Blade Runner 2049, Ghost in the Shell, Ex Machina, Tron, Sailor Moon e Species. A produção obteve 20,4 milhões de visualizações nas primeiras 24 horas. Em 31 de outubro de 2017, o vídeo já havia alcançado a marca de mais de 41 milhões de visualizações.

## Apresentações ao vivo

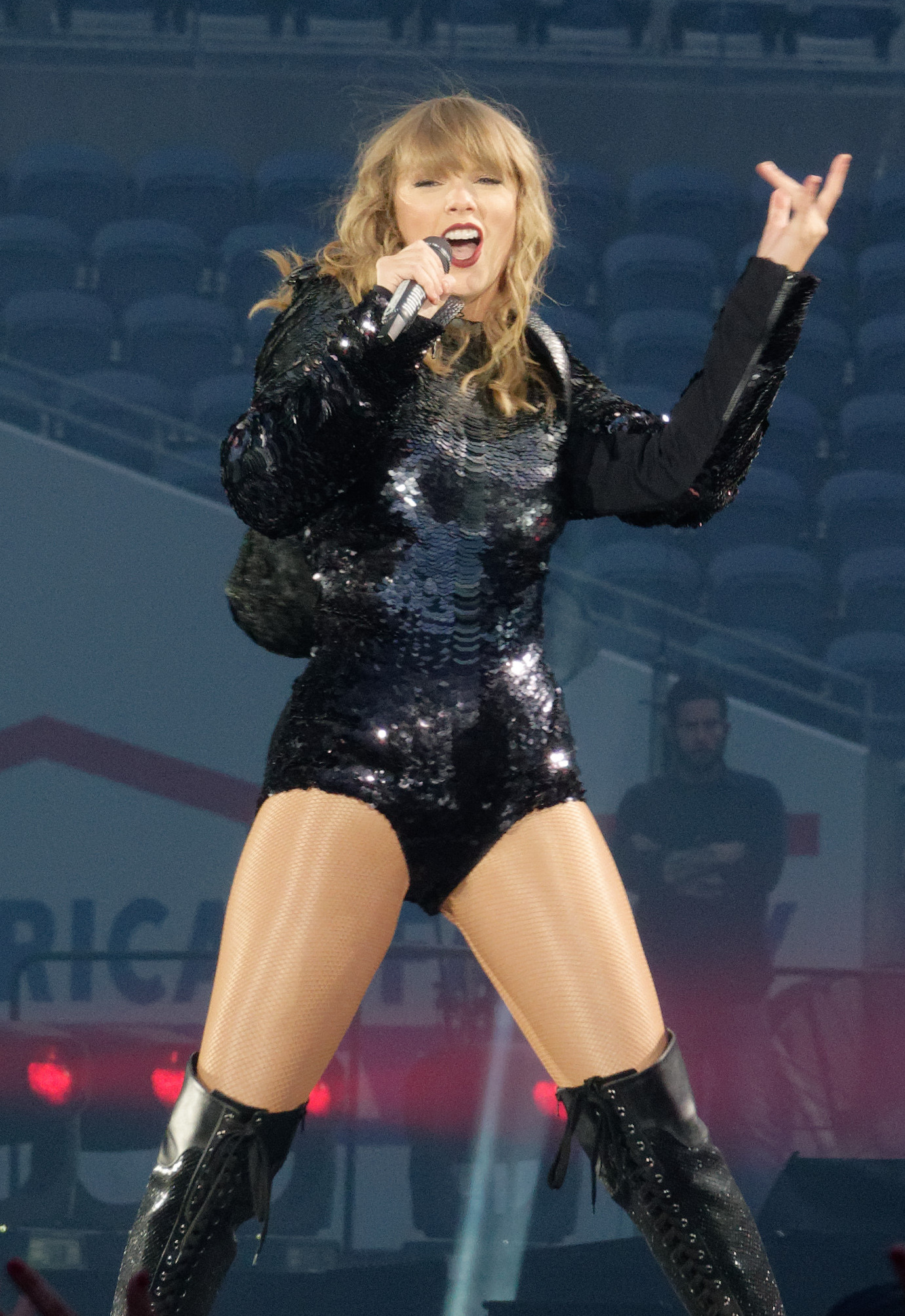
American singer-songwriter Taylor Swift on her Reputation Stadium Tour at CenturyLink Field (Seattle), May 22, 2018

Swift cantou "…Ready for It?" durante sua participação no programa de TV Saturday Night Live, exibido em 11 de novembro de 2017, quando também interpretou uma versão acústica de "Call It What You Want". Swift também incluiu a canção em seu setlist no festival KIIS-FM Jingle Ball 2017, ocorrido em 1º de dezembro de 2017, em Inglewood, Califórnia. Dois dias depois, Swift voltou a cantar a canção durante sua participação no festival 99.7 Now!'s Poptopia, em San Jose, Califórnia, com a mesma setlist. Na semana seguinte, Swift cantou a canção em outras três ocasiões, no B96 Chicago e Pepsi Jingle Bash 2017, em Chicago, no Z100 Jingle Ball 2017, em Nova York, e no Jingle Bell Ball 2017, em Londres.

## Uso na mídia
O canal de TV ESPN usou a canção, juntamente com sua outra canção "Look What You Made Me Do", em seus anúncios de transmissão de futebol universitário para o jogo de abertura da temporada, entre o Alabama e o Florida State, que foi exibido pela rede de TV ABC, no dia 2 de setembro de 2017.

## Remixde BloodPop
Um remix da canção feito pelo músico norte-americano BloodPop foi lançado em 10 de dezembro. A faixa recebeu críticas positivas por parte dos críticos. Mais tarde, em 14 de dezembro, um videoclipe do remix, incluindo cenas do videoclipe original, o qual foi lançado um mês antes, foi disponibilizado no canal Vevo de Swift.

## Desempenho nas tabelas musicais
Nos Estados Unidos, a canção estreou na posição de número quatro na parada Billboard Hot 100, tornando-se a 22.ª canção de Swift a chegar ao top 10, e seu recorde estendendo-se à 14ª canção a estrear no top 10. Também tornou-se sua 13.ª canção número um na parada Digital Songs, com vendas iniciais de 135 mil cópias, entrando também na parada Streaming Songs, com 19 milhões de streams na primeira semana em que esteve disponível, e na posição 35 na parada Pop Songs, com uma audiência de 13 milhões. Até 5 de outubro de 2017, a canção já havia vendido 251 mil cópias nos Estados Unidos.
| Tabela musical (2017)                                  | Melhor posição |
| ------------------------------------------------------ | -------------- |
| Alemanha (Media Control Charts)                        | 47             |
| Austrália (ARIA Charts)                                | 3              |
| Áustria (Ö3 Austria Top 40)                            | 26             |
| Canadá (Canadian Hot 100)                              | 11             |
| Escócia (The Official Charts Company)                  | 3              |
| Eslováquia (IFPI Slovenská Republika)                  | 25             |
| Espanha (Productores de Música de España)              | 70             |
| Estados Unidos (Billboard Hot 100)                     | 4              |
| Estados Unidos (Pop Songs)                             | 19             |
| Estados Unidos (Adult Pop Songs)                       | 22             |
| França (Syndicat National de l'Édition Phonographique) | 19             |
| Grécia (Greece Digital Songs)                          | 3              |
| Irlanda (Irish Recorded Music Association)             | 18             |
| Itália (Federazione Industria Musicale Italiana)       | 65             |
| Nova Zelândia (RMNZ Top 40 Singles)                    | 14             |
| Países Baixos (MegaCharts)                             | 76             |
| Reino Unido (UK Singles Chart)                         | 7              |
| Chéquia (IFPI Česká Republika)                         | 26             |
| Suécia (Sverigetopplistan)                             | 56             |
| Suíça (Schweizer Hitparade)                            | 41             |
| União Europeia (Euro Digital Songs)                    | 4              |

| País (Empresa)             | Certificação |
| -------------------------- | ------------ |
| Austrália (ARIA)           | Platina      |
| Brasil (Pro-Música Brasil) | 2× Platina   |
| Canadá (Music Canada)      | 2× Platina   |
| Estados Unidos (RIAA)      | 2× Platina   |
| México (AMPROFON)          | Platina      |
| Suíça (IFPI Suíça)         | 3× Platina   |
| Suécia (GLF)               | Ouro         |
| Nova Zelândia (RIANZ)      | Ouro         |

## Histórico de lançamento
| País           | Data                  | Formato                    | Gravadora(s) |
| -------------- | --------------------- | -------------------------- | ------------ |
| Mundo          | 3 de setembro de 2017 | Download digital streaming | Big Machine  |
| Estados Unidos | 24 de outubro de 2017 | Rádios rhythmic            | Big Machine  |